# Tratado de Xanten

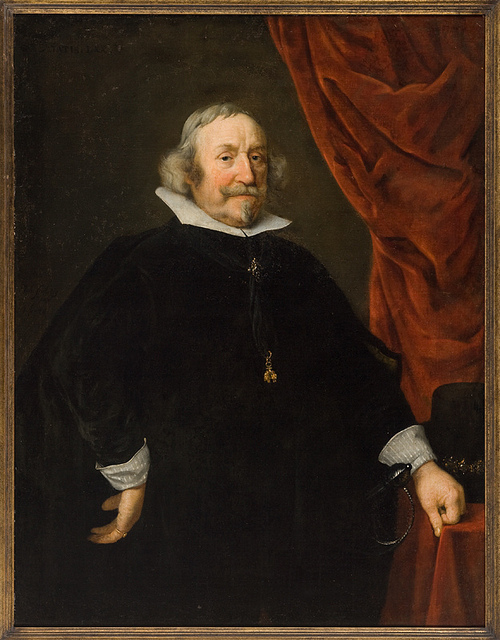
Wofgang Guilherme, Duque de Neuburgo

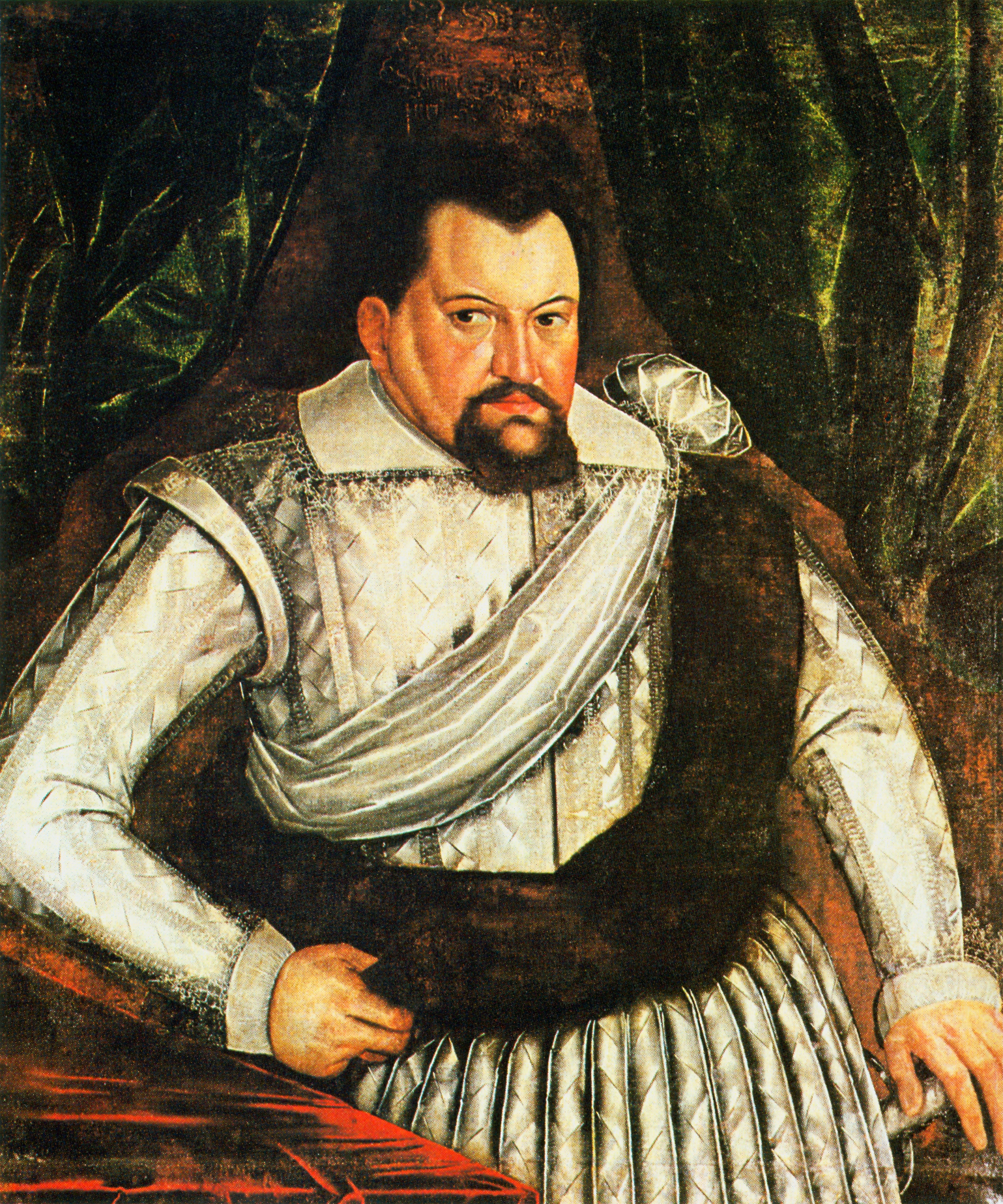
João Sigismundo, Eleitor do Brandemburgo

O Tratado de Xanten (em alemão:  Vertrag von Xanten) foi assinado na cidade alemã de Xanten, localizada no Baixo Reno, a 12 de novembro de 1614 entre Wolfgang Guilherme, Duque do Palatinado-Neuburgo e João Segismundo, Eleitor de Brandemburgo, com representantes da Inglaterra e de França como mediadores.
O tratado acabou com a Guerra da Sucessão de Jülich e com todas as hostilidades entre Wolfgang Guilherme e João Sigismundo. Os termos do tratado, previam uma partilha da herança de Cleves-Julich-Mark-Berg-Revensberg, espalhada pelo norte da Renânia e Vestefália. Assim:
- Wolfgang Guilherme receberia o Ducado de Julich, o Ducado de Berg e o Senhorio de Ravenstein;
- João Sigismundo receberia o Ducado de Cleves, o Condado de Mark e o Condado de Ravensberg.

Estes últimos territórios, recebidos pelo eleitor João Sigismundo, foram o embrião do que viria a ser a Renânia Prussiana, territórios controlados pela Casa de Hohenzollern no ocidente da Alemanha, e que viriam a constituir a Província do Reno no seio do Império Alemão